# Nappeckamack
Nappeckamack (Nappeckamak), glavno naselja Manhattan Indijanaca koje se u 17. stoljeću nalazilo na mjestu današnjeg Yonkersa. Godine 1638. ili 1639. Nizozemci od Indijanaca kupuju zemljište na kojemu je niknuo Yonkers (Yonkers). Njegovi stanovnici,  Manhattan Indijanci,  bijahu članovi saveza Wappinger (Hodge), ili prema Swantonu Delawarci.  Godine 1646. Nizozemac Adriaen van der Donck izgradio je na rijeci Nepperhan pilanu (=sawmill), pa se otada počela nazivati Sawmill River. Grad što je niknuo na mjestu starog indijanskog sela, prozvan je po van der Doncku, koji je bio 'youncker' ili Jonkheer (=mladi plemić). Vlasništvo ovog 'youncker'-a poznato kao "The Youncker's Land", dat će ime gradu Yonkers, koji to postaje od 1788. Industrijalizacijom, tvornica šešira 1854. i uskoro rafinerijom šećera, pa do današnjih dana postat će po veličini 4 grad u New Yorku. 

## Vanjske poveznice
- Wappinger Indian Divisions: Manhattan